# Церковь Матьяша

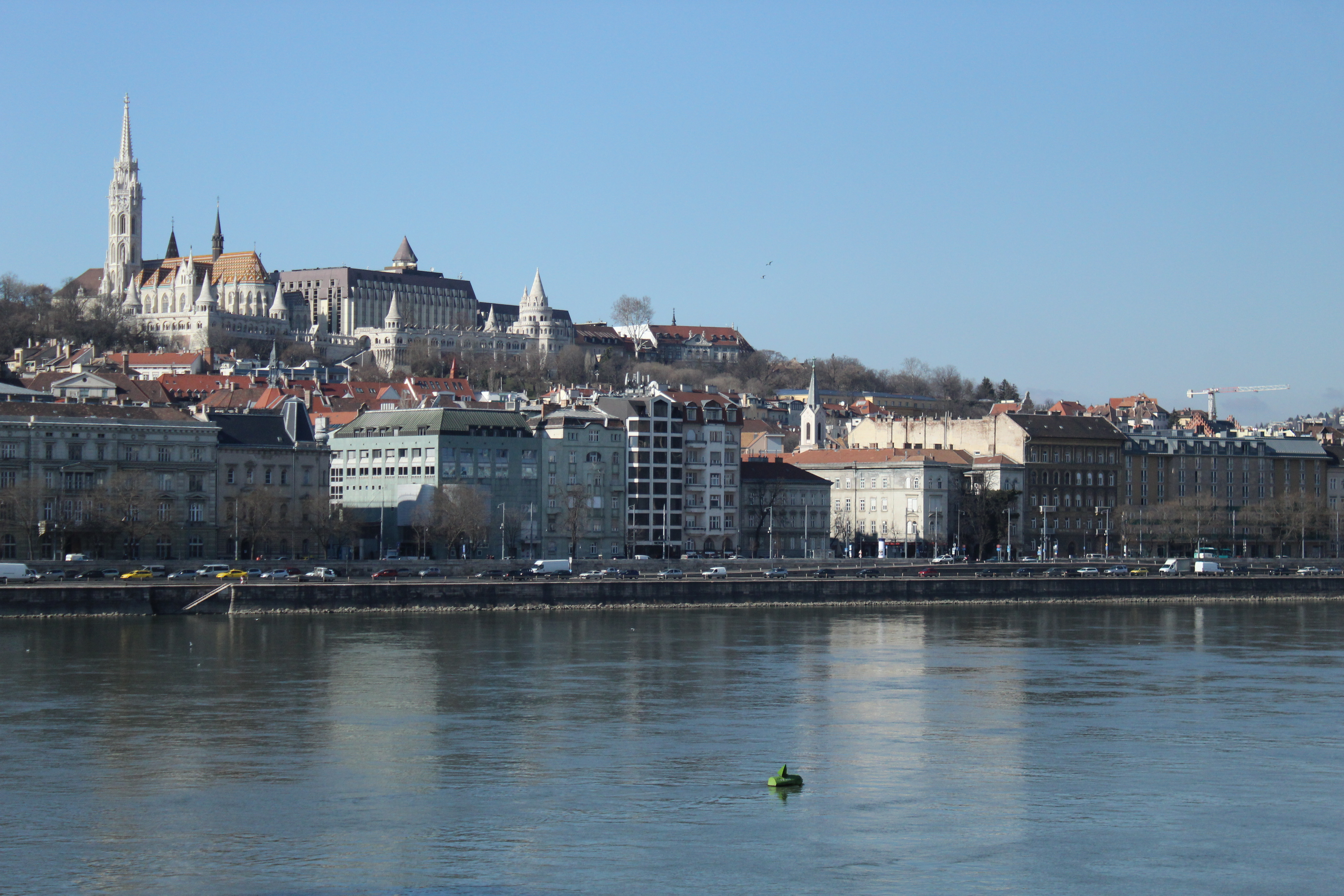
Вид на церковь Матфея со стороны Дуная

Це́рковь Ма́тьяша (венг. Mátyás-templom) — католическая церковь в Будапеште, в составе комплекса Будайского замка. Построена в пышном позднеготическом стиле во второй половине XIV века и в значительной мере реконструирована в конце XIX века.

## Общее описание

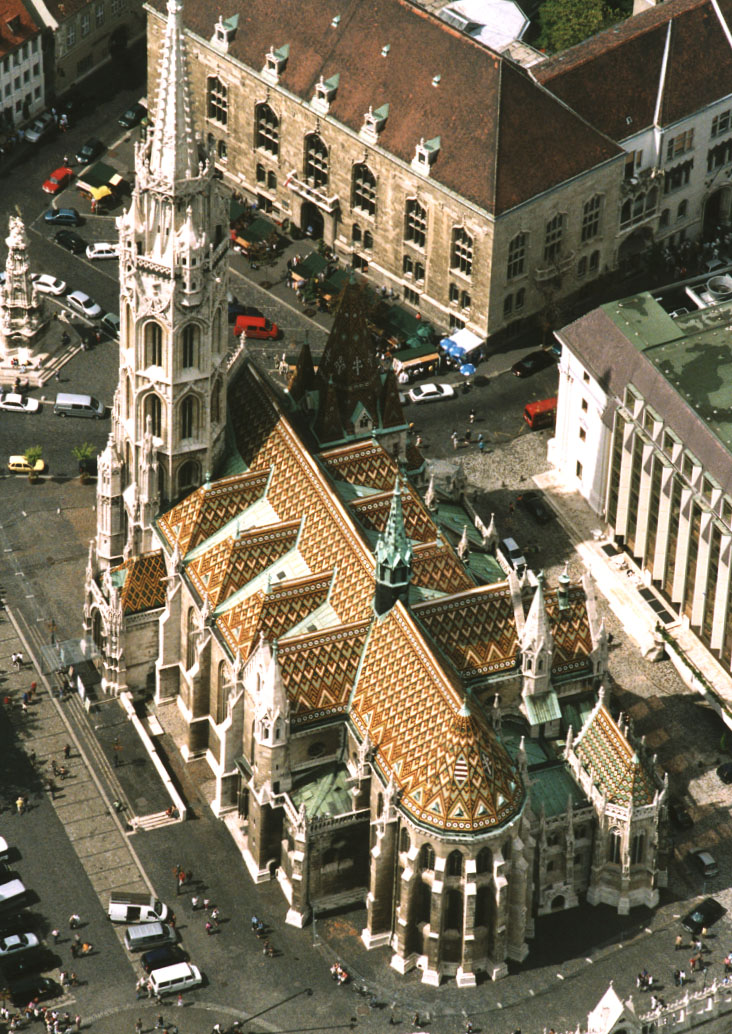

Церковь Матьяша расположена на будайском холме между площадью Святой Троицы (венг. Szentháromság tér) и Рыбацким бастионом. Главный фасад церкви обращён на запад, выходит на площадь Святой Троицы.
Храм построен в редком для будапештской архитектуры готическом стиле, в плане имеет неправильную прямоугольную форму с выступающей апсидой. В центральной части главного фасада расположены ворота, над которыми находится готическое окно-розетка. В юго-западном углу храма возведена колокольня высотой 80 метров, колокольня церкви Матьяша — самое высокое сооружение Будайского замка. С северной стороны главный фасад ограничен башней короля Белы. Ещё один вход в церковь находится в портале южной стены храма. Церковь Матьяша — трёхнефная, с большим количеством боковых капелл. Центральный неф отделён от боковых рядами из трёх массивных колонн. Крыша церкви покрыта черепицей знаменитой печской фабрики «Жолнаи».

## История
Согласно церковной традиции первая церковь на этом месте была возведена Иштваном Святым в 1015 году и освящена в честь Девы Марии. Эта церковь погибла в 1242 году в ходе монгольского нашествия. После избавления от монголов король Бела IV начал строительство Будайского замка на холме, в том числе и возведение новой церкви Девы Марии. Строительство шло с 1250 по 1270 год. Статус столицы, который получила Буда во второй половине XIV века, привёл к необходимости реконструкции её главной церкви. При Людовике Великом церковь Девы Марии была перестроена и расширена. Ещё одной большой перестройке церковь подверглась в правление короля Матьяша Хуньяди (Корвина). Он дважды венчался в этой церкви. При нём же была возведена колокольня. Со времени правления Матьяша Хуньяди храм стал известен как церковь Матьяша (Матфия) в честь короля, во время правления которого церковь была существенно перестроена.
В 1526 году Буда в первый раз захвачена турками, разграблена и сожжена, церкви причинён значительный ущерб. После того, как турки оккупировали Буду в 1541 году во второй раз, церковь Матьяша была превращена в мечеть, алтарь и украшения выброшены, стены побелены. 145 лет здание оставалось главной мечетью Буды.
В 1686 году Буда была отвоёвана у турок войсками Священной Лиги. С осадой Буды в 1686 году связано церковное предание о чудесном явлении статуи Девы Марии. По преданию, во время артиллерийского обстрела рухнула одна из стен в бывшей церкви, обнаружив скрытую за ней в потайном месте статую Пресвятой Богородицы. Появление статуи Девы Марии прямо перед молящимися турками настолько подорвало их дух, что город был сдан в тот же день. В 1686 году церковь передали францисканцам, а позднее — иезуитам. После окончания турецкого ига была предпринята попытка перестроить церковь в барочном стиле, однако результат оказался неудачным. Церковь постепенно приходила в упадок.
В период между 1874 и 1896 годами проводилась масштабная перестройка здания под руководством архитектора Фридьеша Шулека, главной целью которой было приблизить внешний облик церкви к оригинальному готическому виду XIII века. При реконструкции был открыт ряд сохранившихся средневековых фрагментов, которые были встроены в новое здание храма. В церкви Матьяша проводились коронации последних венгерских монархов (династии Габсбургов), в том числе Франца-Иосифа I и его супруги Елизаветы.

## Интерьер

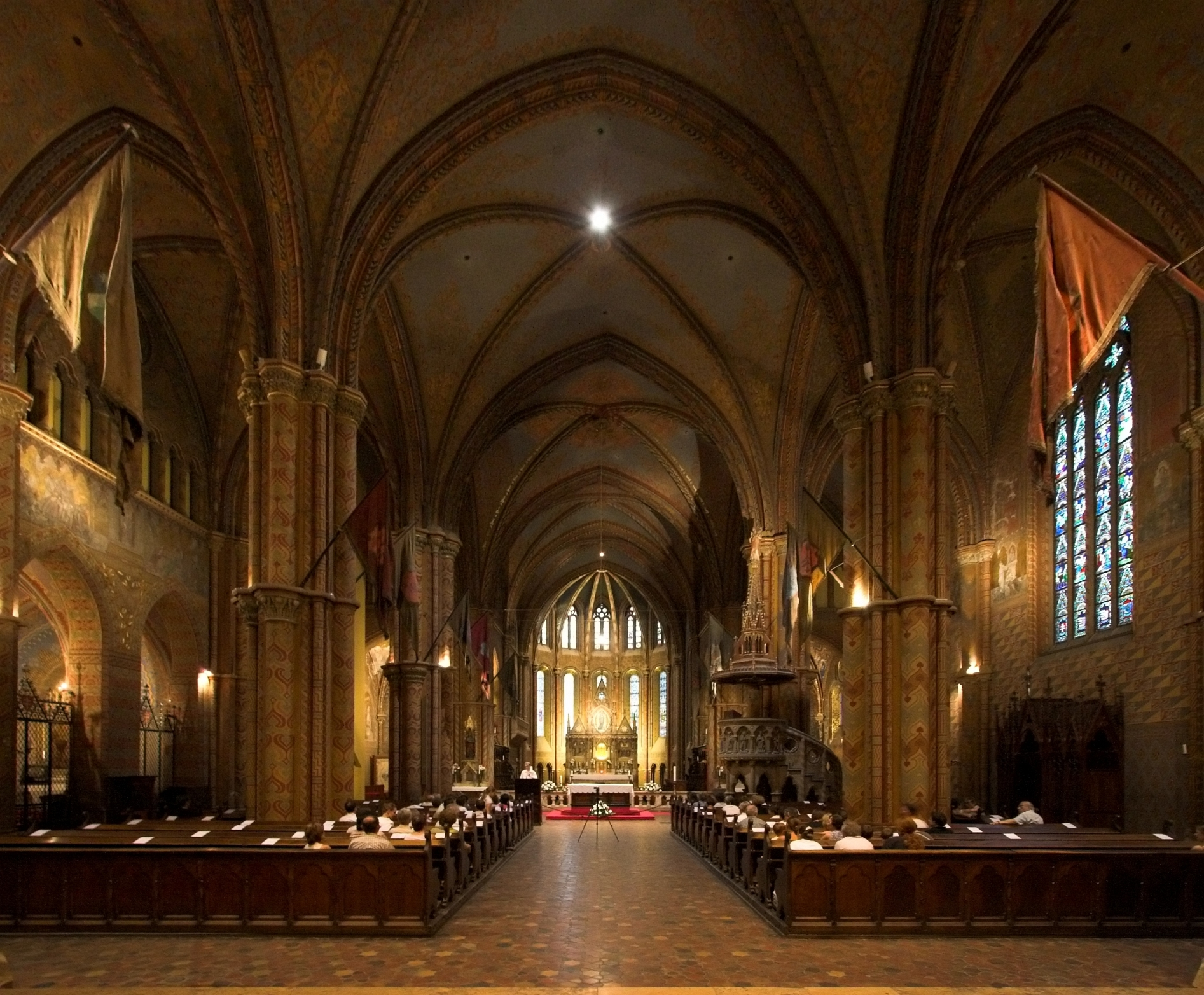
Интерьер храма

Почти весь интерьер храма создан в конце XIX века, когда церковь подверглась масштабному восстановлению и перестройке. Главная жемчужина интерьера храма — цветные витражи. Настенная роспись выполнена венгерскими художниками К. Лотцем и Б. Секеем.
В северо-западном углу церкви, под башней Белы сохранились две невысокие колонны 1260 года. Скульптуры на вершинах колонн изображают монахов, читающих книгу и демонических животных, борющихся друг с другом. Здесь же находится баптистерий с неороманской крещальной купелью.
Вдоль северной стены храма расположен ряд капелл, наиболее примечательны капелла святого Имре, которая украшена скульптурной группой: святой Иштван, святой Имре и святой Геллерт, и капелла Святой Троицы, где расположен богато украшенный саркофаг короля Белы III и его жены, Анны Шатийонской. Могила этой королевской четы была единственной, которая сохранилась в Секешфехерваре после турецкого ига, в 1898 году останки Белы и Анны были торжественно перевезены из Секешфехервара в Будапешт и перезахоронены в церкви Матьяша.

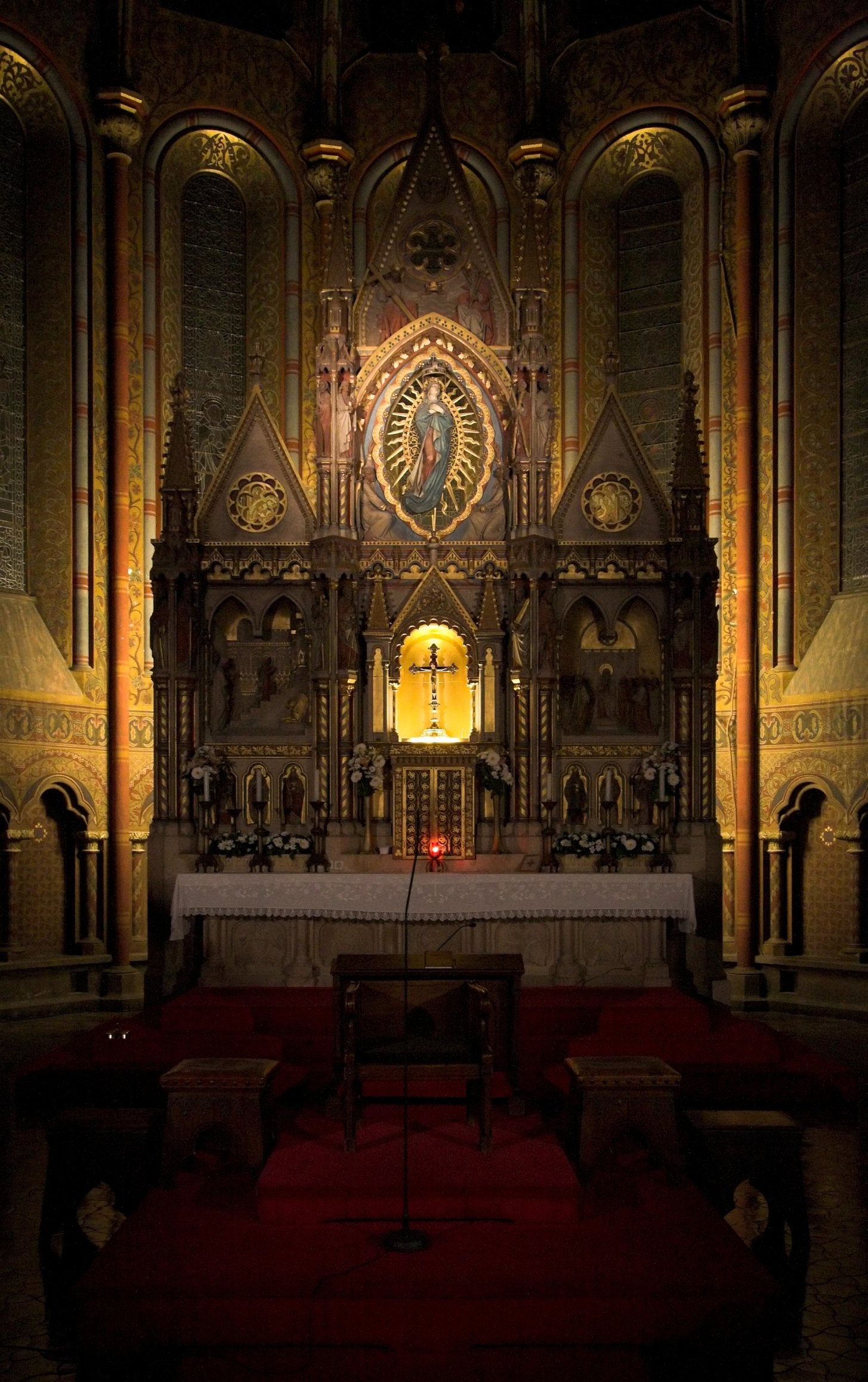
Главный алтарь

В северо-восточном углу храма расположена богато декорированная капелла святого Иштвана. В галерее, ведущей от этой капеллы в подземную крипту, действует музей религиозного искусства. Левый неф церкви заканчивается у капеллы Ласло I, украшенной мозаикой с изображением сцен из жизни святого короля. Здесь также хранится копия мощевика-реликвария в форме головы Ласло I (подлинник в кафедральном соборе Дьёра). Возле капеллы святого Ласло у стены находится королевская лестница, ведущая на королевскую галерею, где располагались во время службы члены королевской семьи. С южной стороны церкви примечательны ворота Девы Марии в южном портале и лоретанская капелла, расположенная в юго-западном углу, под колокольней.
Главный алтарь, как и многие другие элементы декора церкви создан Фридьешем Шулеком в конце XIX века. Над дарохранительницей находится крест, справа и слева от креста картины на сюжеты, посвящённые Введению Богородицы во храм и Пятидесятнице. Над крестом — статуя Пресвятой Девы Марии.